# Caffrocysta
Caffrocysta is een geslacht van wantsen uit de familie van de Tingidae (Netwantsen). Het geslacht werd voor het eerst wetenschappelijk beschreven door Duarte Rodrigues in 1982.

## Soorten
Het genus bevat de volgende soorten:

- Caffrocysta aliwalana Duarte Rodrigues, 1982
- Caffrocysta magnus Guilbert, 2020